# Urumutum
O urumutum (Nothocrax urumutum) é uma pequena espécie amazônica de mutum. Tais aves medem cerca de 58 cm de comprimento e possuem plumagem pardacenta e região perioftálmica nua e amarelo-brilhante.
Encontrado no Brasil, Peru, Venezuela e Colômbia.

## Nomes populares
Também é chamado de falso-mutum, iri-mutum ou mutum-bastardo. [carece de fontes?]
O nome urumutum foi selecionado como nome vernáculo técnico para a espéci pelo Comitê Brasileiro de Registros Ornitológicos (CBRO) em 2021.

## Hábitos
Vive em florestas úmidas e densas, em pequenos grupos. Comem frutas que encontram pelo chão.
Nidifica nas árvores, fazendo seu ninho com gravetos. Coloca normalmente 2 ovos, que a fêmea choca sozinha